# Meganephria albithorax
Meganephria albithorax là một loài bướm đêm trong họ Noctuidae.